# Diine
Diine sind organische Verbindungen bzw. Polyine, die über zwei Dreifachbindungen verfügen. Der Name leitet sich von Di für zwei und der Endung -in bei Alkinen, der Hauptklasse der organischen Verbindungen mit Dreifachbindungen, ab. Eine Untergruppe sind die Alkadiine, bei denen sich das Grundgerüst von den Alkanen ableitet, ohne Heteroatome oder sonstige Mehrfachbindungen.

Allgemeine Strukturformel eines Diins (n = 0, 1, 2, …)

## Herstellung
Symmetrische konjugierte Diine können durch eine Glaser-Kupplung erhalten werden, unsymmetrische Diine durch eine Cadiot-Chodkiewicz-Kupplung. Dabei werden ein terminales Alkin und ein Bromalkin katalysiert durch Kupfersalze in einer Kreuzkupplung miteinander verknüpft.